# Corentyne
Il Corentyne (francese Courantyne, olandese Corantijn) è un fiume situato in Guyana. Il fiume ha le sue origini nelle montagne Acarai e scorre verso nord per circa 724 km tra la Guyana e il Suriname, con la foce che sbocca nell'Oceano Atlantico presso le città di Corriverton e Nieuw Nickerie. Il fiume determina il confine tra le due nazioni.
Le piccole barche sono in grado di navigare per un tratto di 70 km fino alle prime rapide presso Orealla.

## Cascate
La cascate "King Edward VIII" e "King George VI" sono alte rispettivamente 259 e 488 metri. Altre cascate presenti lungo il tragitto del fiume, sono Barrington Brown Falls e Drios Falls.